# Daïra d'El Hadaiek
La daïra d'El Hadaiek est une circonscription administrative algérienne située dans la wilaya de Skikda. Son chef-lieu est situé sur la commune éponyme d'El Hadaiek.

## Communes
La daïra est composée de trois communes : El Hadaiek, Aïn Zouit et Bouchtata.